# Ciulea, Mureș
Ciulea este un sat în comuna Pogăceaua din județul Mureș, Transilvania, România.